# 18285 Vladplatonov
18285 Vladplatonov è un asteroide della fascia principale. Scoperto nel 1972, presenta un'orbita caratterizzata da un semiasse maggiore pari a 2,6710274 UA e da un'eccentricità di 0,1248658, inclinata di 12,36452° rispetto all'eclittica.